# Лохагара (город, Нарайл)
Лохагара (бенг. লোহাগড়া, англ. Lohagara) — город на юго-западе Бангладеш, административный центр одноимённого подокруга. Площадь города равна 2,10 км². По данным переписи 2001 года, в городе проживало 4037 человек, из которых мужчины составляли 51,65 %, женщины — соответственно 48,35 %. Плотность населения равнялась 1922 чел. на 1 км². Уровень грамотности населения составлял 50,06 % (при среднем по Бангладеш показателе 43,1 %). 